# 平野市町
平野市町（ひらのいちまち）は、大阪府大阪市平野区にある町名。現行行政地名は平野市町一丁目から平野市町三丁目。

## 地理
平野区の北部に位置し、東に加美西、西に平野宮町、南に平野東、北に平野北と接している。

### 河川
- 平野川

## 歴史

### 沿革
- 1883年（明治16年）、大阪府住吉郡平野郷町より、平野市町分立。
- 1889年（明治22年）、町村制の施行により、平野郷町大字平野市となる。
- 1896年（明治29年）、郡の統廃合により、東成郡の所属となる。
- 1925年（大正14年）、大阪市に編入され、大阪市住吉区平野市町となる。
- 1943年（昭和18年）、分区が実施され、東住吉区平野市町となる（1974年廃止、平野区加美正覚寺1 - 4丁目・平野北1 - 2丁目・平野宮町1 - 2丁目・平野市町1 - 3丁目となる）。
- 1952年（昭和27年）、大阪市東住吉区平野市町・平野泥堂町の各一部より、平野市町1 - 3丁目成立[5]。
- 1974年（昭和49年）、平野区の分区と同時に住居表示が実施される。

## 経済

### 産業
店・企業
- 関西みらい銀行 平野中央支店[6]
- ファミリーマート 平野店

### 事業所
2021年（令和3年）現在の経済センサス調査による事業所数と従業員数は以下の通りである。
| 丁目           | 事業所数 | 従業員数 |
| -------------- | -------- | -------- |
| 平野市町一丁目 | 26事業所 | 121人    |
| 平野市町二丁目 | 17事業所 | 145人    |
| 平野市町三丁目 | 23事業所 | 133人    |
| 計             | 66事業所 | 399人    |

## 世帯数と人口
2024年（令和6年）9月30日現在（大阪市発表）の世帯数と人口は以下の通りである。
| 丁目           | 世帯数    | 人口    |
| -------------- | --------- | ------- |
| 平野市町一丁目 | 473世帯   | 885人   |
| 平野市町二丁目 | 506世帯   | 894人   |
| 平野市町三丁目 | 237世帯   | 416人   |
| 計             | 1,216世帯 | 2,195人 |

### 人口の変遷
国勢調査による人口の推移。
| 1995年（平成7年）  | 2,187人 | [ 8 ]  |  |
| 2000年（平成12年） | 1,924人 | [ 9 ]  |  |
| 2005年（平成17年） | 2,110人 | [ 10 ] |  |
| 2010年（平成22年） | 1,986人 | [ 11 ] |  |
| 2015年（平成27年） | 2,078人 | [ 12 ] |  |
| 2020年（令和2年）  | 2,218人 | [ 13 ] |  |

### 世帯数の変遷
国勢調査による世帯数の推移。
| 1995年（平成7年）  | 928世帯   | [ 8 ]  |  |
| 2000年（平成12年） | 866世帯   | [ 9 ]  |  |
| 2005年（平成17年） | 987世帯   | [ 10 ] |  |
| 2010年（平成22年） | 896世帯   | [ 11 ] |  |
| 2015年（平成27年） | 999世帯   | [ 12 ] |  |
| 2020年（令和2年）  | 1,131世帯 | [ 13 ] |  |

## 学区
市立小・中学校に通う場合、学区は以下の通りとなる。なお、小学校・中学校入学時に学校選択制度を導入しており、通学区域以外に通学区域に隣接している小学校・平野区内にある中学校から選択することも可能。
| 丁目           | 番                                                                                            | 小学校             | 中学校               |
| -------------- | --------------------------------------------------------------------------------------------- | ------------------ | -------------------- |
| 平野市町一丁目 | 全域                                                                                          | 大阪市立平野小学校 | 大阪市立平野北中学校 |
| 平野市町二丁目 | 1～3番 4番1～2号・20～34号 4番3号（一部） 5番1～2号・15～23号 6～8番 9番1～2号・20～32号 10番 | 大阪市立平野小学校 | 大阪市立平野北中学校 |
| 平野市町二丁目 | 4番3号（一部） 4番4～19号・5番3～14号 9番3～19号                                              | 大阪市立加美小学校 | 大阪市立加美中学校   |
| 平野市町三丁目 | 全域                                                                                          | 大阪市立平野小学校 | 大阪市立平野北中学校 |

## 交通

### バス
2020年4月現在
- 大阪シティバス
  - 9・19号系統：平野東一丁目

### 道路
- 国道25号

## 施設
- 坂上公園（1丁目）
- 京町公園（3丁目）
- 大阪市立市民交流センターひらの（3丁目）
  - 平野同和地区解放会館[16]
  - 平野人権文化センター[17]
- 平野青少年会館[17]（3丁目）
- 浄土真宗本願寺派恵浄寺（3丁目）
- 真宗大谷派瑞興寺（3丁目）

## その他

### 日本郵便
- 〒547-0042[3]（集配局：平野郵便局[18]）